# Alexandre de Bergame
Alexandre de Bergame, né au IIIe siècle et mort le 26 août 303, est un soldat romain, l'un des centurions de la légion thébaine, qui subit le martyre à Bergame en 303.

## Hagiographie
On ne sait pas grand-chose de la naissance et de la jeunesse d'Alexandre. Il serait vraisemblablement né à Rome au IIIe siècle, et fut certainement un soldat romain dans la légion thébaine, centurion de la légion commandée par saint Maurice.
Selon la Tradition, la centurie dont Alexandre était commandant fut déplacée vers 301 de la Mésopotamie vers l'Occident, passant d'abord à Cologne puis à Brindisi, en direction de l'Afrique. L'empereur Maximien Hercule avait ordonné des persécutions contre les soldats chrétiens durant le long voyage de la légion. Beaucoup de soldats ayant refusé de tuer leurs compagnons chrétiens, furent également exécutés à Agaunum (aujourd'hui Saint-Maurice en Valais) en Suisse.
Alexandre échappe à ce premier massacre en prenant la fuite à Milan, mais il est capturé. Ne voulant pas renoncer à sa foi chrétienne, il refuse d'offrir des cadeaux aux dieux païens, en détruisant même un autel consacré. Il est alors emprisonné à proximité de l'église Sant'Alessandro in Zebedia (dont le bâtiment actuel a été construit au début du XVIIe siècle) et condamné à mort. Mais le soldat chargé d'exécuter la sentence n'y parvient pas, si bien qu'il est ramené dans sa cellule. Aidé par l'évêque Materne et surtout saint Fidèle qui le visitent, il se réfugie à Côme, mais il est une nouvelle fois arrêté et ramené à Milan.
Après une autre évasion, il se rend à Bergame où il trouve refuge chez le duc Crotacio. Mais ne pouvant pas s'empêcher de convertir les habitants, dont les martyrs Firmin et Rustique (it), il est définitivement repris et décapité le 26 août 303 dans le jardin d'un temple païen. 
À cet emplacement, où Alexandre subit le martyre, le fils du duc, Loup (Lupo), fit élever deux colonnes, une grande avec une statue de son père, et une autre plus petite avec une autre statue représentant le martyre d'Alexandre. Depuis le Ve siècle, l'église Sant'Alessandro in Colonna qui se trouve à proximité lui est dédiée, et à Milan, l'église primitive de Sant'Alessandro in Zebedia. Il est dit aussi que la jeune sainte Grata (it), fille de Loup, recueillit sa tête décapitée et son corps pour les enterrer.  

## Galerie

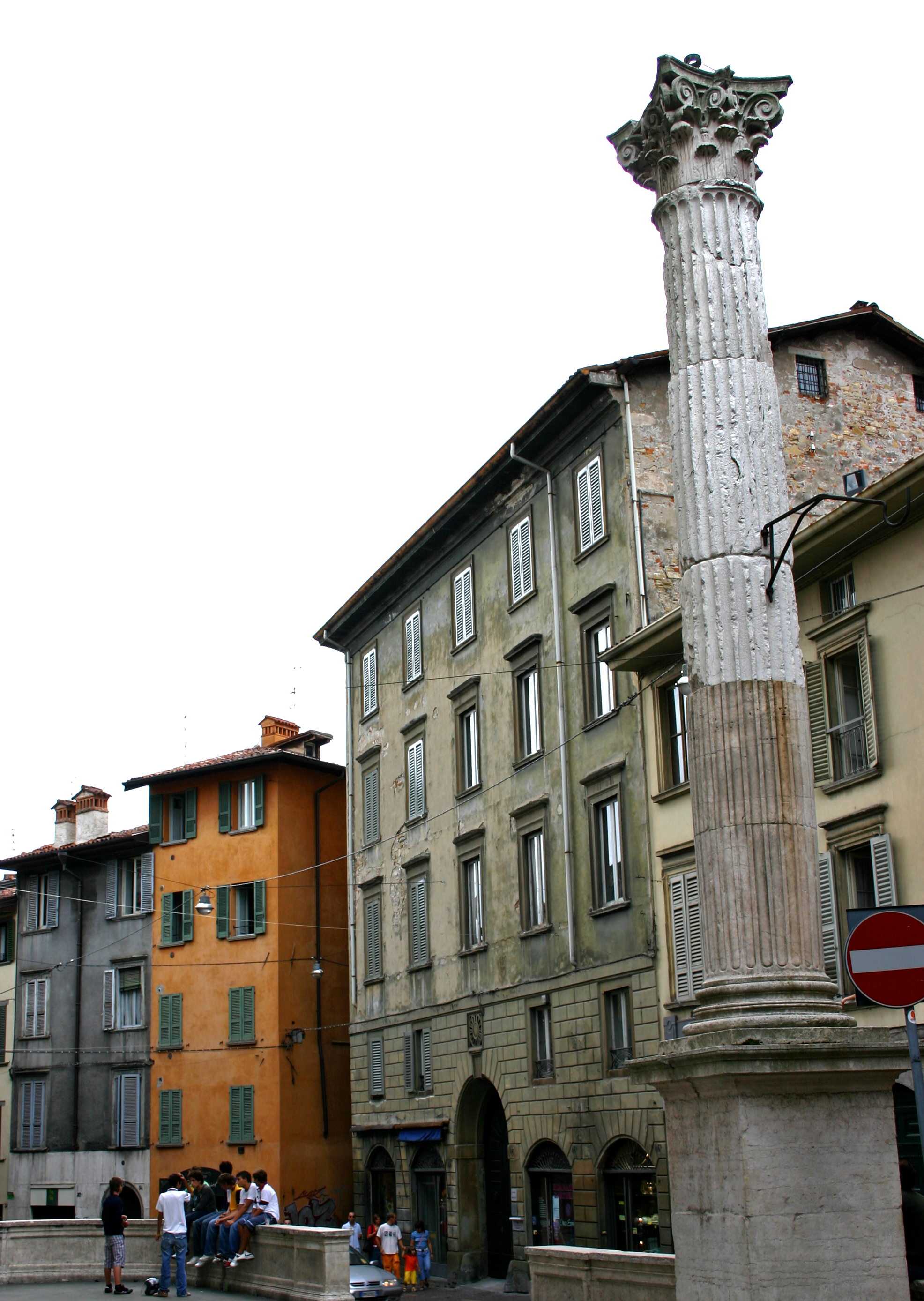
La colonne de Crotacio (it) qui indique le lieu où Alexandre fut exécuté, proche de l'église qui lui est consacré à Bergame.
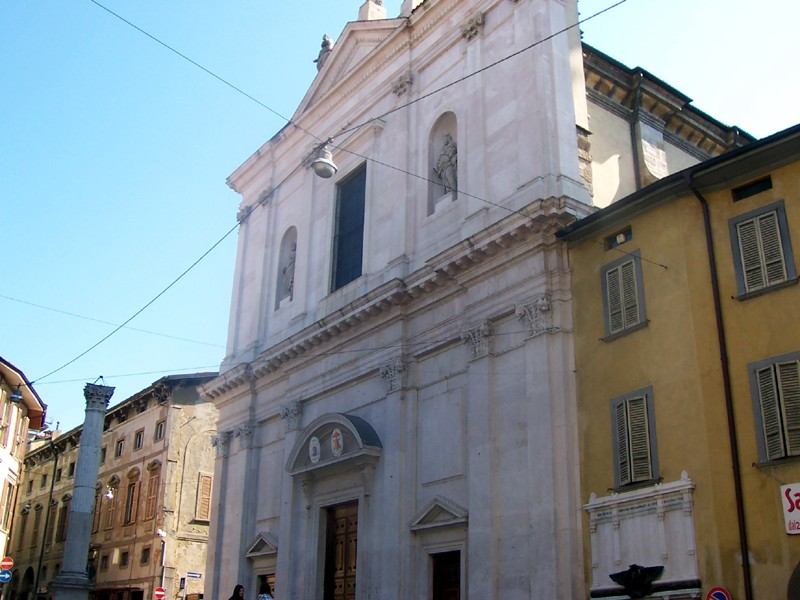
L'église Sant'Alessandro in Colonna de Bergame.
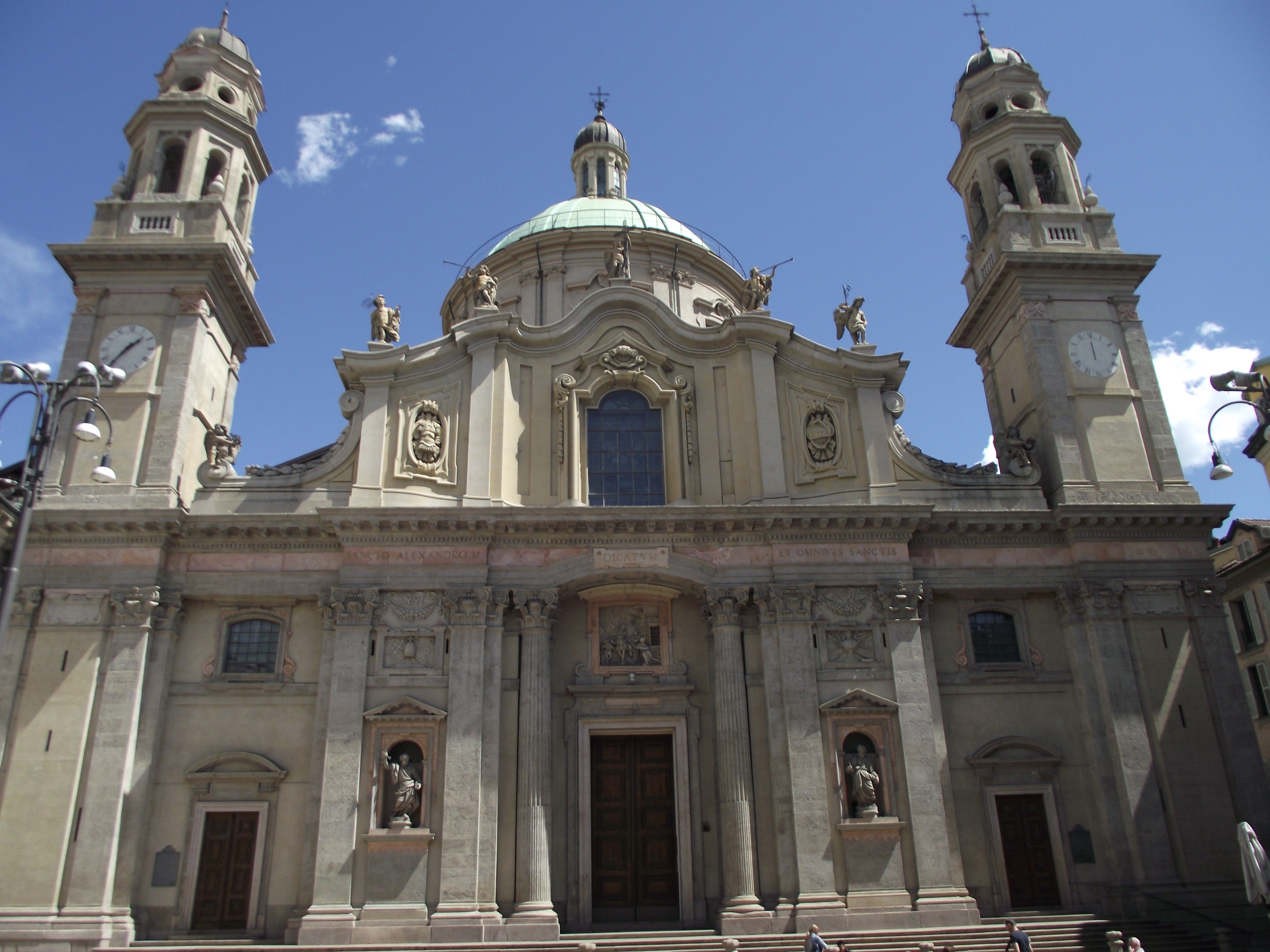
L'église Sant'Alessandro in Zebedia de Milan.
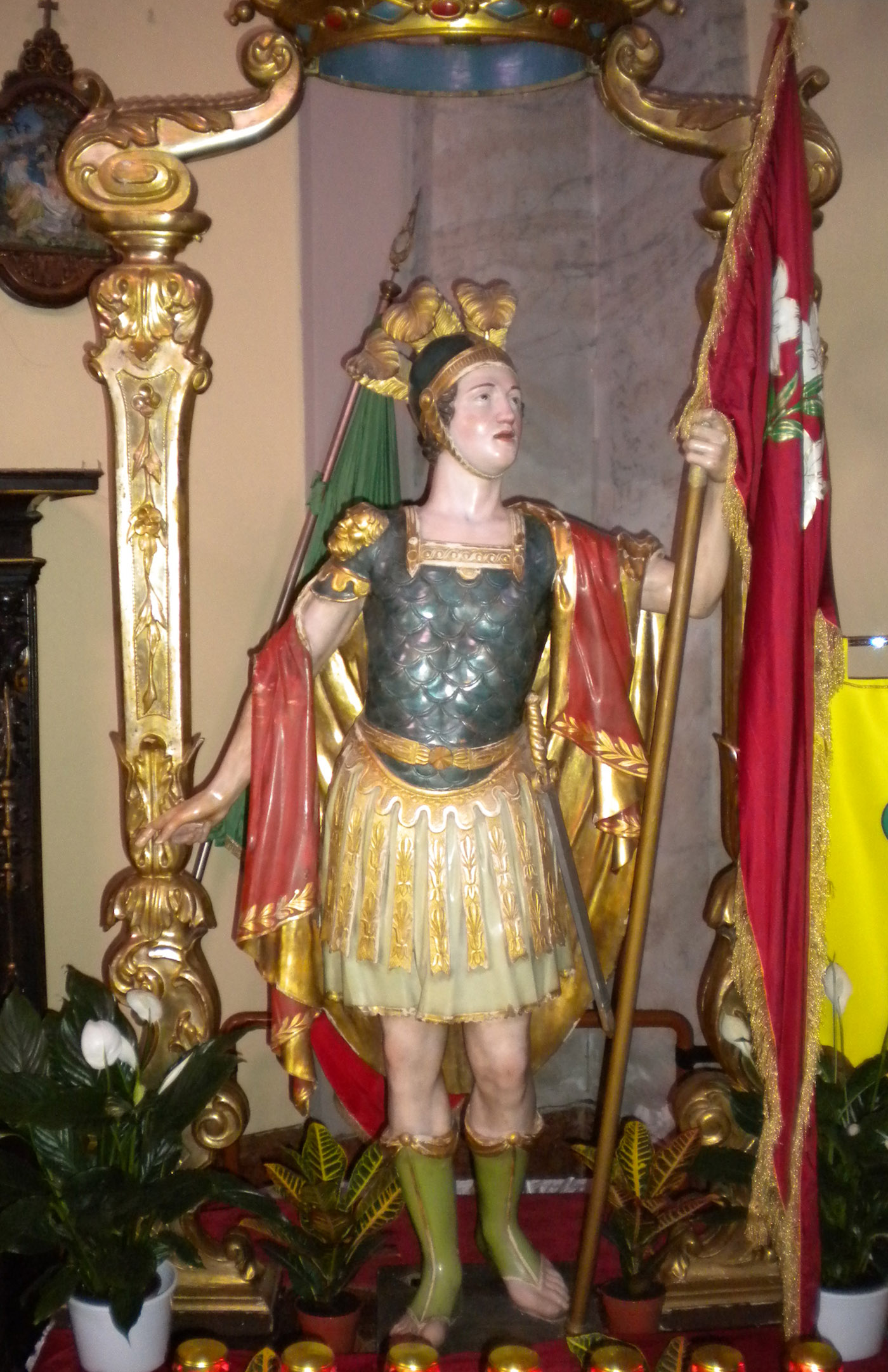
Statue de saint Alexandre de Bergame, vénérée dans l'église de Cervignano d'Adda, Italie.

## Sources
- Jérôme Magail et Jean-Marc Giaume, Le comté de Nice : de la Savoie à l'Europe, Serre éditeur, 2006, 386 p. (ISBN 978-2-86410-467-4, présentation en ligne), p. 171
- Charles Cahier, Caractéristiques des saints dans l'art populaire, t. 1, Poussielgue, 1867, 439 p. (lire en ligne), p. 78 et 368